# Banco Industrial de Campina Grande
O Banco Industrial de Campina Grande foi um banco fundado em 1942 em Campina Grande, Paraíba. Era um dos bancos de maior crescimento no final dos anos 1960 no Brasil quando foi incorporado pelo Banco Mercantil do Brasil em 1970. Pelé foi diretor de relações públicas do Banco Industrial de Campina Grande - para atender aos clientes do banco de Campina Grande na agência de Santos no litoral paulista. Seu logo foi criado pelo concretista Aloísio Magalhães em 1963, sendo um marco no design Brasileiro dos anos 60. Newton Vieira Rique foi seu presidente até a sua incorporação pelo Mercantil.

## História

### Início
Em 13 de maio de 1942 um grupo de comerciantes e produtores de algodão resolveram fundar o Banco Industrial de Campina Grande. Dado que Campina Grande tinha outras instituições bancárias locais atuando naquela praça como o Banco de Auxílio do Povo (1929) e o Banco do Comércio de Campina Grande S/A (1932), o Industrial se restringiu a uma atuação local.
João Rique Ferreira tinha participado da fundação do Banco do Comércio de Campina Grande em 1932, tornando-se conselheiro do banco em 1934 e passou a adquirir ações do recém criado Industrial visando adquirir seu controle acionário. Ele atingiu esse objetivo em 1952, com o Industrial sendo assumido pela família Rique.
O Industrial foi a primeira instituição bancária da América Latina a adotar o caixa eletrônico, em 1969, quando adquiriu terminais ATM da De La Rue.